# 拉普
拉普（法語：Laps）是法国多姆山省的一个市镇，属于克莱蒙-费朗区（Clermont-Ferrand）维克勒孔特县（Vic-le-Comte）。该市镇总面积7.09平方公里，2009年时的人口为550人。

## 人口
拉普人口变化图示